# Tonocotés

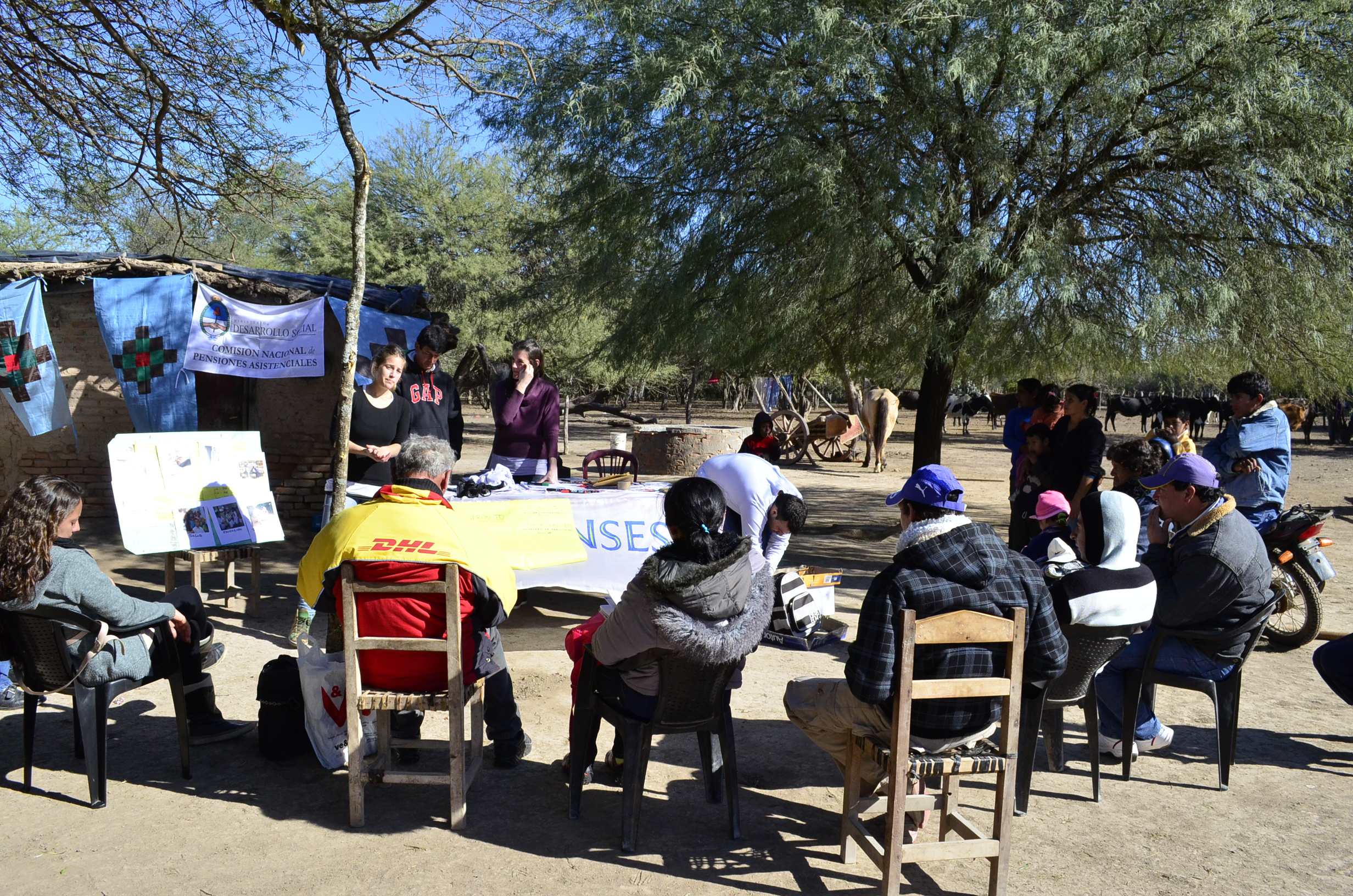
Comunidad Tonocoté en Santiago del Estero.

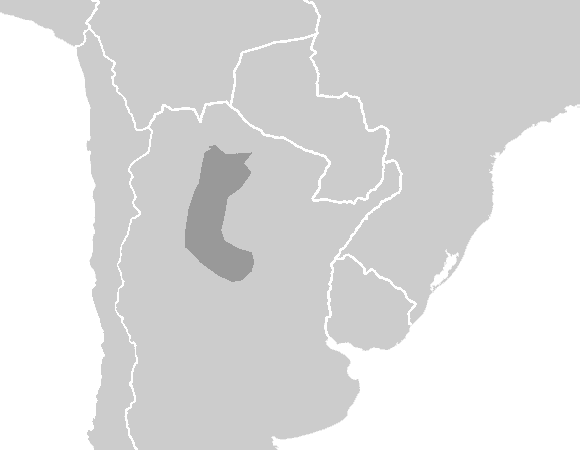
Territorio aproximado de las lenguas lule-vilela.

Los tonocotés, tonokotés o zuritas son un pueblo indígena que habita las provincias de Santiago del Estero y Tucumán en la República Argentina.

## Historia
Junto a otros pueblos del antiguo Tucumán, los españoles los llamaban juríes, deformación de la voz quichua xuri que significa ñandú, denominación que les dieron a los nativos que vestían con una especie de taparrabos de plumas de esta ave y que se desplazaban en verdaderas bandadas. Ya en 1574 apareció en un documento la denominación de tonocoté que con el tiempo suplantó a la anterior.
Pertenecen al tipo brasílido, su estatura es mediana, la cara ancha y la nariz mediana. Adquirieron costumbres andinas, siendo sedentarios y practicando la agricultura, la caza, la pesca y la recolección. 
En tiempos prehispánicos habitaron la franja centro-sur de los llanos santiagueños y en la actual ciudad de Santiago del Estero. Limitaban al norte con los lules, al sur con los sanavirones, al oeste con los diaguitas y al este con el río Salado.
Las viviendas se construían formando túmulos sobre elevaciones artificiales del terreno, de forma redonda y de material poco duradero y techo de paja. Cercaban sus aldeas con empalizadas.
Las inundaciones anuales de los ríos Dulce y Salado eran utilizadas para regar sus cultivos de maíz, quinoa, porotos y zapallos. Recibieron una fuerte influencia de las culturas andinas. Criaban llamas y ñandúes. También practicaban la recolección de algarroba, chañar, frutos de tunas y de cacao.
Se destacaron en la alfarería fabricando grandes urnas funerarias y pucos, con motivos muy elaborados. Conocieron también la metalurgia primitiva y desarrollaron el tejido en telar, los adornos de plumas y la cestería.
```
Vestimenta:
```

Los hombres Tonocotés vestían una especie de delantal corto de plumas de avestruz y las mujeres los confeccionaban con fibra de chaguar o de tela de guanaco o llama con un chiripá por debajo y un paño anudado a un hombro con el que se cubrían el torso.
Del cuello de los hombres colgaba un collar de plumas de avestruz.
Tanto hombres como mujeres en invierno,cubrían su torso con mantas para abrigo, adornadas con chaquiras(cuenta de variado material que se utiliza para hacer collares, pulseras o distintos adornos femeninos) hechas de huesos de buitre.
Su dios principal era Cacanchic, que tenía características buenas y malas a la vez, siendo el protector de las siembras.
De su idioma originario solo se conservan con seguridad dos palabras: Gasta y Gualamba, que se supone significan pueblo y grande respectivamente. Fue estudiado por el jesuita Alonso de Bárzana, pero no se conserva ningún escrito.
Existe un diccionario de la lengua lule y tonocote escrito por el jesuita Antonio Machoni de Cerdeña. 1732
Los actuales tonocotés, que son conocidos como zuritas, son en parte descendientes mestizos de los antiguos tonocotés y hablan un dialecto propio derivado del quichua santiagueño. Se distribuyen en comunidades rurales con aproximadamente 6000 habitantes en los departamentos San Martín, Figueroa y Avellaneda.

## Comunidades
Desde 1995 el Instituto Nacional de Asuntos Indígenas (INAI) comenzó a reconocer personería jurídica mediante inscripción en el Registro Nacional de Comunidades Indígenas (Renaci) a comunidades indígenas de Argentina, entre ellas en la provincia de Santiago del Estero a 27 comunidades tonocotés y una que mantiene el nombre de zurita:
En el departamento Avellaneda
- Comunidad Indígena Tonokoté Ashpa (8 de agosto de 2005)
- Comunidad Indígena Tonokoté Breáyoj (8 de agosto de 2005)
- Comunidad Indígena Tonokoté de km 11 (8 de agosto de 2005)
- Comunidad Indígena Tonokoté Tala Atún (8 de agosto de 2005)
- Comunidad Indígena Tonokoté Taqö Sombreana (8 de agosto de 2005)
- Comunidad Indígena Tonokoté Puñituyoj (13 de noviembre de 2008)
- Comunidad Indígena Tiu Alto (12 de septiembre de 2008)
- Comunidad Indígena Tonokoté Mailin Ñaupa (16 de abril de 2009)

En el departamento Capital
- Comunidad Indígena Tonokoté Auqajkuna (28 de noviembre de 2013), asentada en la ciudad de Santiago del Estero

En el departamento Figueroa
- Comunidad Indígena de Canteros (18 de mayo de 1999)
- Comunidad Aborigen de Mistolito (18 de mayo de 1999)
- Comunidad Indígena Tonokoté El Rancho (22 de abril de 2010)
- Comunidad Indígena Tonokoté Kilómetro Cuatro (15 de diciembre de 2010)
- Comunidad Tonokoté Potrillo Poson (22 de abril de 2010)
- Comunidad Indígena Tonokoté Totorillas (17 de noviembre de 2011)
- Comunidad Indígena Tonokoté Yaku Muchuna (27 de octubre de 2011)
- Comunidad Indígena San Roque (zuritas) (10 de agosto de 1998)

En el departamento San Martín
- Comunidad Indígena de Burro Pozo (18 de mayo de 1999)
- Comunidad Indígena de Cazadores (18 de mayo de 1999)
- Comunidad Indígena de Majada Sud (18 de mayo de 1999)
- Comunidad Indígena de Pozo Mositoj (18 de mayo de 1999)
- Comunidad Indígena de Tala Pocito (18 de mayo de 1999)
- Comunidad Indígena La Blanca (18 de mayo de 1999)
- Comunidad Indígena de Linton (18 de mayo de 1999)
- Comunidad Aborigen Tuamilla (17 de noviembre de 1999)
- Comunidad Indígena Qaray Puka (12 de septiembre de 2008)
- Comunidad Indígena Tonokoté Pitambalá	(16 de abril de 2009)

En los departamentos Avellaneda y San Martín
- Comunidad Indígena de Pozo Mosoj (18 de mayo de 1999)

## Censos
La Encuesta Complementaria de Pueblos Indígenas (ECPI) 2004-2005, complementaria del Censo Nacional de Población, Hogares y Viviendas 2001 de Argentina, dio como resultado que se reconocieron o descienden en primera generación del pueblo tonocoté 4779 personas en Argentina.
El Censo Nacional de Población de 2010 en Argentina reveló la existencia de 4853 personas que se autoreconocieron como tonocotés en todo el país, 3636 de los cuales en la provincia de Santiago del Estero.